# 兹韦恩德雷赫特 (比利时)
兹韦恩德雷赫特（荷蘭語：Zwijndrecht，荷蘭語發音：[ˈzʋɛi̯ndrɛxt] ⓘ）是比利时弗拉芒大區安特衛普省安特衛普區的一个市镇，西与东佛兰德省接壤，通行荷蘭語，是弗拉芒社群的一部分，面积17.82平方千米，人口19,002人（2018年1月1日）。

## 人物
- 莱奥·廷德曼斯，比利时前首相

## 友好城市
- 德国 伊德施泰因
- 荷蘭 兹韦恩德雷赫特